# Customer journey
Il customer journey (tradotto letteralmente in "il viaggio del consumatore") è un termine usato nel campo del marketing. Indica il percorso e tutti i punti di contatto tra un consumatore e un marchio, un prodotto o un servizio e include, oltre ai momenti di interazione diretta tra cliente e azienda, anche i contatti indiretti, come le opinioni di terzi (social, blog, recensioni). Grazie alla peculiarità di analizzare il viaggio visto con gli occhi del consumatore, questo approccio permette alle aziende di capire e migliorare l'esperienza di consumo nel suo complesso e percepire il vantaggio competitivo.

## Descrizione

### Radici del termine
Il customer journey è il mezzo per capire e analizzare l'esperienza del consumatore (Customer Experience), ovvero la "reazione interiore e soggettiva di fronte a qualsiasi contatto diretto o indiretto [di un consumatore] con un'impresa" (Meyer e Schwager, Harvard Business Review). Entrambi sono descritti come il frutto di successivi sviluppi di discipline quali il Service Design, per gli obiettivi di massimizzazione della soddisfazione del cliente; il Marketing Relazionale, per il focus sulle emozioni e le percezioni associate all'esperienza di acquisto. 

### Visualizzare il Customer Journey
Lo strumento per visualizzare l'intero percorso del consumatore è chiamato Customer Journey Map e permette di visualizzare ogni singolo punto di contatto che il consumatore potrebbe affrontare nel suo percorso. 
Per costruire una mappa del Customer Journey è necessario raccogliere i dati attraverso un'analisi quantitativa e qualitativa e presentarne i risultati, generalmente in forma visuale, tenendo conto di alcuni principi fondamentali: ciascun punto di contatto deve essere descritto secondo la prospettiva del cliente, utilizzando quindi il giusto linguaggio; deve descrivere l'emozionalità del cliente, quindi come ha vissuto l'esperienza, oltre che come è avvenuta; deve essere costruito secondo gli input e il coinvolgimento di attori diversi, per raccogliere tutte le interazioni dirette o indirette.
Oggi il Customer Journey, può essere descritto attraverso quattro A: aware, attitude, act e act again. In questa versione, l'attenzione, l'interesse, il desiderio e l'azione hanno l'obiettivo di interpretare il comportamento dei clienti dopo l'acquisto e di misurare la customer retention. In questo modello, vengono descritte le fasi che il cliente attraversa durante la valutazione del brand. In primo luogo, il cliente scopre il brand (aware), lo trova di suo interesse e gradimento (attitude), decide di acquistarlo (act) e decide se il brand merita di essere acquistato nuovamente (act again). 
Assistiamo da qualche tempo a una nuova fase di questo Customer Journey. Infatti, durante la fase aware siamo continuamente esposti a diversi fattori che ci influenzano come: le esperienze passate, il marketing o le esperienze delle altre persone. Una volta cioè che abbiamo recepito tutti i messaggi, ci sentiamo attratti da un certo numero di questi brand. Si entra allora in una nuova fase, quella dell'ask dove i clienti chiedono suggerimenti o valutano in autonomia, attraverso ricerche sul web, i brand che meritano fiducia e quindi il passaggio alla fase act. Più si va avanti, più il cliente può maturare un senso di lealtà verso il brand e soprattutto raccomandarlo ad altri (senza che questa raccomandazione sia richiesta dal brand). Questa è la fase dell'advocacy.